# Immaculée Birhaheka
 (mars 2023).
La mise en forme du texte ne suit pas les recommandations de Wikipédia : il faut le « wikifier ».
Les points d'amélioration suivants sont les cas les plus fréquents. Le détail des points à revoir est peut-être précisé sur la page de discussion.
- Les titres sont pré-formatés par le logiciel. Ils ne sont ni en capitales, ni en gras.
- Le texte ne doit pas être écrit en capitales (les noms de famille non plus), ni en gras, ni en italique, ni en « petit »…
- Le gras n'est utilisé que pour surligner le titre de l'article dans l'introduction, une seule fois.
- L'italique est rarement utilisé : mots en langue étrangère, titres d'œuvres, noms de bateaux, etc.
- Les citations ne sont pas en italique mais en corps de texte normal. Elles sont entourées par des guillemets français : « et ».
- Les listes à puces sont à éviter, des paragraphes rédigés étant largement préférés. Les tableaux sont à réserver à la présentation de données structurées (résultats, etc.).
- Les appels de note de bas de page (petits chiffres en exposant, introduits par l'outil «  Source ») sont à placer entre la fin de phrase et le point final[comme ça].
- Les liens internes (vers d'autres articles de Wikipédia) sont à choisir avec parcimonie. Créez des liens vers des articles approfondissant le sujet. Les termes génériques sans rapport avec le sujet sont à éviter, ainsi que les répétitions de liens vers un même terme.
- Les liens externes sont à placer uniquement dans une section « Liens externes », à la fin de l'article. Ces liens sont à choisir avec parcimonie suivant les règles définies. Si un lien sert de source à l'article, son insertion dans le texte est à faire par les notes de bas de page.
- La présentation des références doit suivre les conventions bibliographiques. Il est recommandé d'utiliser les modèles {{Ouvrage}}, {{Chapitre}}, {{Article}}, {{Lien web}} et/ou {{Bibliographie}}. Le mode d'édition visuel peut mettre en forme automatiquement les références.
- Insérer une infobox (cadre d'informations à droite) n'est pas obligatoire pour parachever la mise en page.

Pour une aide détaillée, merci de consulter Aide:Wikification.
Si vous pensez que ces points ont été résolus, vous pouvez retirer ce bandeau et améliorer la mise en forme d'un autre article.
Immaculée Birhaheka, est une militante des droits humains, née en 1959 en République démocratique du Congo. Elle est responsable de l'organisation de défense des droits des femmes Promotion et Appui aux Initiatives Féminines (PAIF) qui œuvre pour lutter contre la violence sexuelle et accroître la participation des femmes à la vie civique,.

## Biographie
Immaculée  Birhaheka est née dans la ville province du Sud-Kivu en 1959. Elle étudie le développement rural à Bukavu. Son intérêt pour l'amélioration de la vie des femmes commence alors qu'elle travaille sur une étude nutritionnelle portant sur les types de travail effectués par les femmes rurales. Ce domaine d'études allait devenir le sujet de sa thèse collégiale.

### Carrière
Immaculée Birhaheka commence à travailler pour une organisation non gouvernementale après avoir fini ses études universitaires. Elle est embauchée pour travailler sur les questions de genre dans le cadre de leur département des femmes, mais rencontre la même culture patriarcale au sein de l'organisation elle-même.
PAIF (Promotion et Appui aux Initiatives Féminines) est fondée à Goma en 1992,.